# Borovice rumelská v Kraslicích
Borovice rumelská v Kraslicích byl památný strom borovice rumelské (Pinus peuce), která rostla na parkovišti PENNY marketu v jižní části města, v okrese Sokolov v Karlovarském kraji, vpravo u hlavní silnice k Sokolovu. Jedná se o nepůvodní druh borovice, který pochází z balkánských pohoří. Solitérní borovice výjimečných rozměrů měla měřený obvod 264 cm, pravidelná, hustá kuželovitá koruna dosahovala do výšky 27 m (měření 2008). Až do vyhlášení památného stromu Borovice rumelská na Slatině to byla jediná borovice rumelská v České republice, která byla chráněna jako památný strom. Za památný strom byla vyhlášena v roce 2006 jako dendrologicky cenný taxon, strom významný vzrůstem a krajinná dominanta.
Přibližně od roku 2010 začala koruna stromu v horní části prosychat. Tento stav trval až do roku 2019, kdy začala schnout téměř celá koruna. Při rekonstrukci parkoviště navíc došlo při výkopových pracích k poškození části kořenového systému. V kombinaci s nadměrným suchem a zimním solením začal strom odumírat. V roce 2020 se situace natolik zhoršila, že s výjimkou nejspodnějších větví je strom celý suchý. Záchrana borovice je v podstatě nemožná. Proto bylo rozhodnuto o zrušení ochrany stromu ke dni 6. června 2020.

## Stromy v okolí
- Císařské duby v Kraslicích
- Klen u secesní vily
- Lípa v Krásné u Kraslic
- Sněženské lípy